# Globularia salicina
Globularia salicina är en grobladsväxtart som beskrevs av Jean-Baptiste de Lamarck. Globularia salicina ingår i släktet bergskrabbor, och familjen grobladsväxter. Inga underarter finns listade i Catalogue of Life.

## Bildgalleri

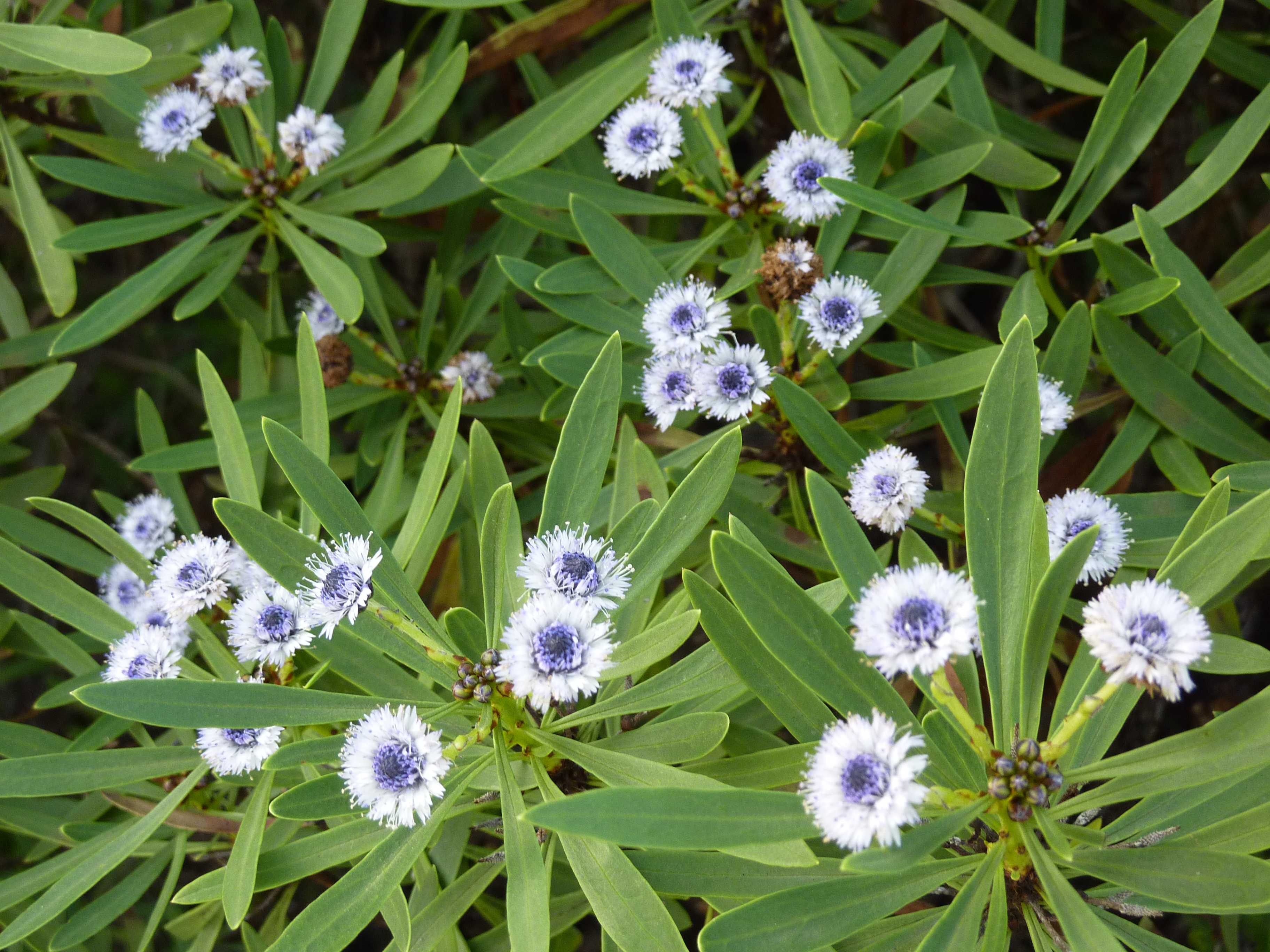
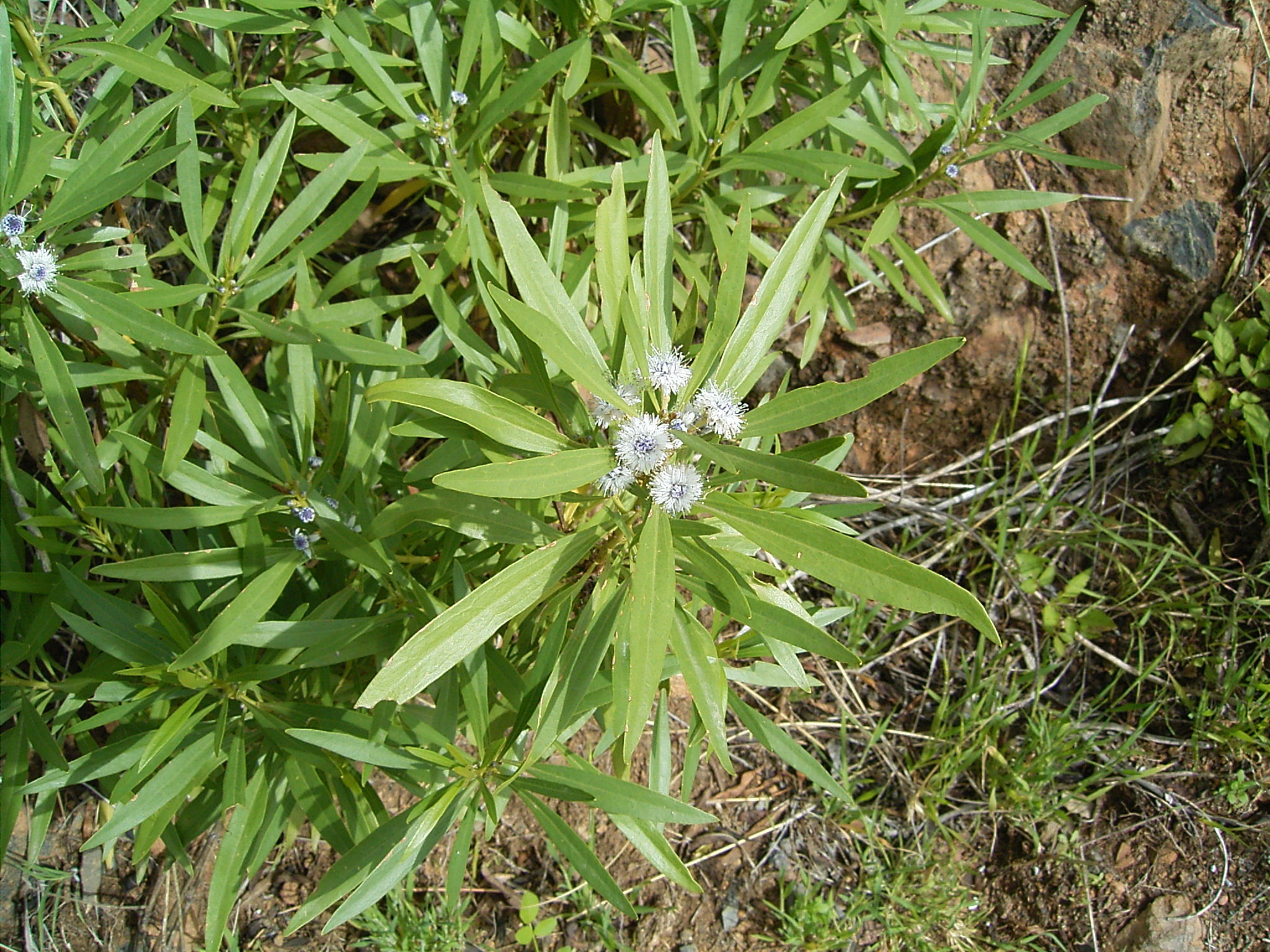
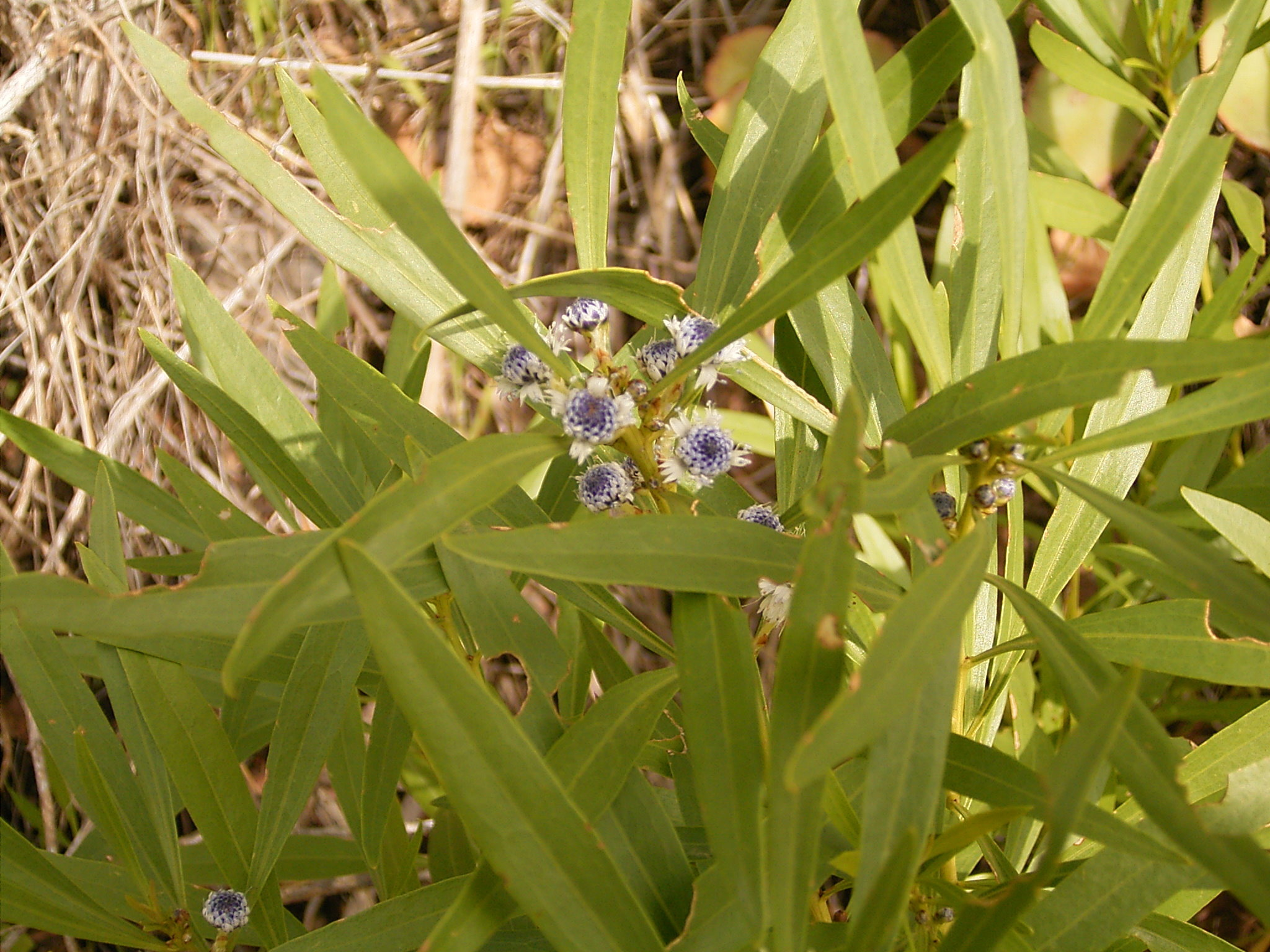
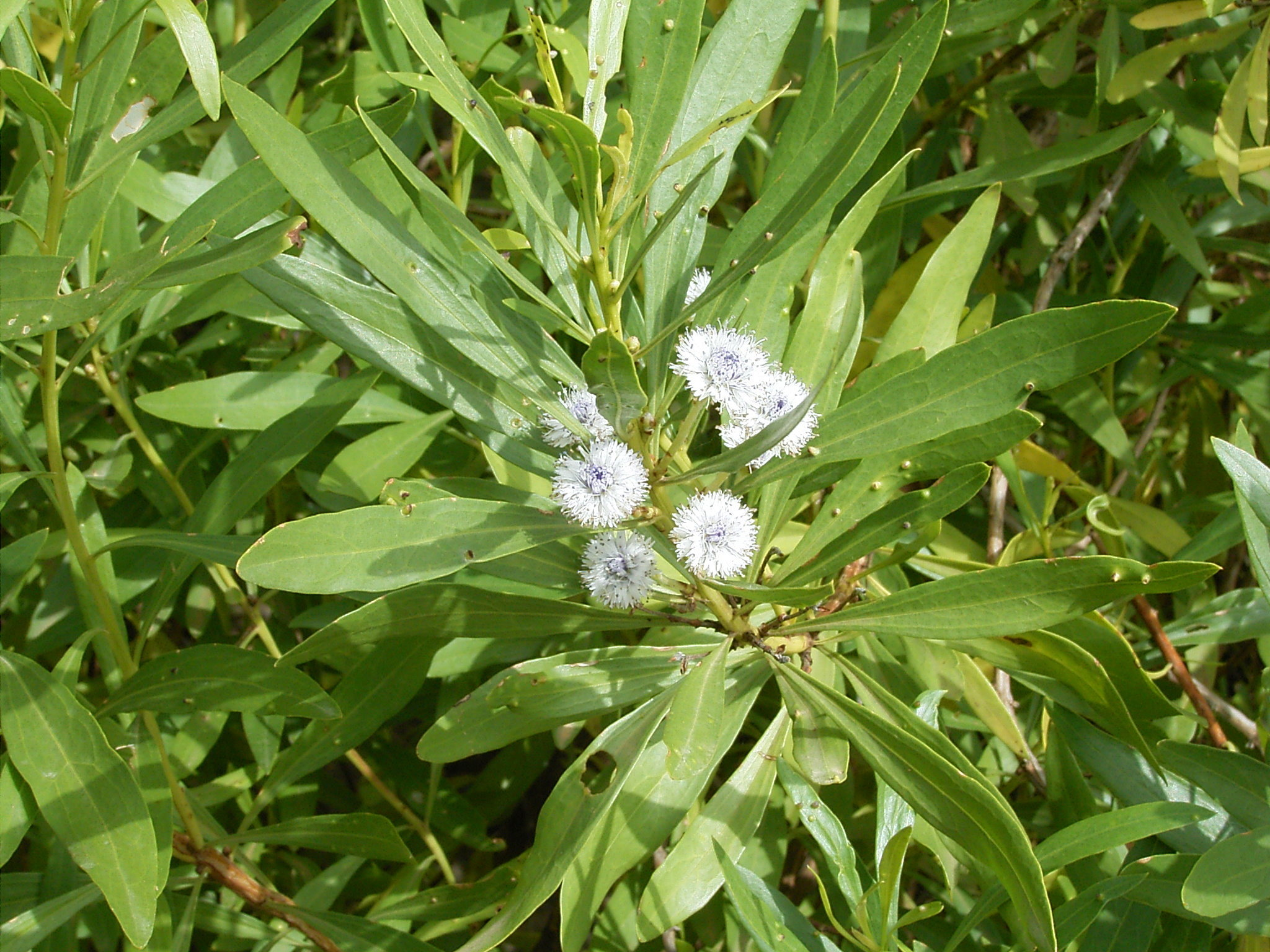
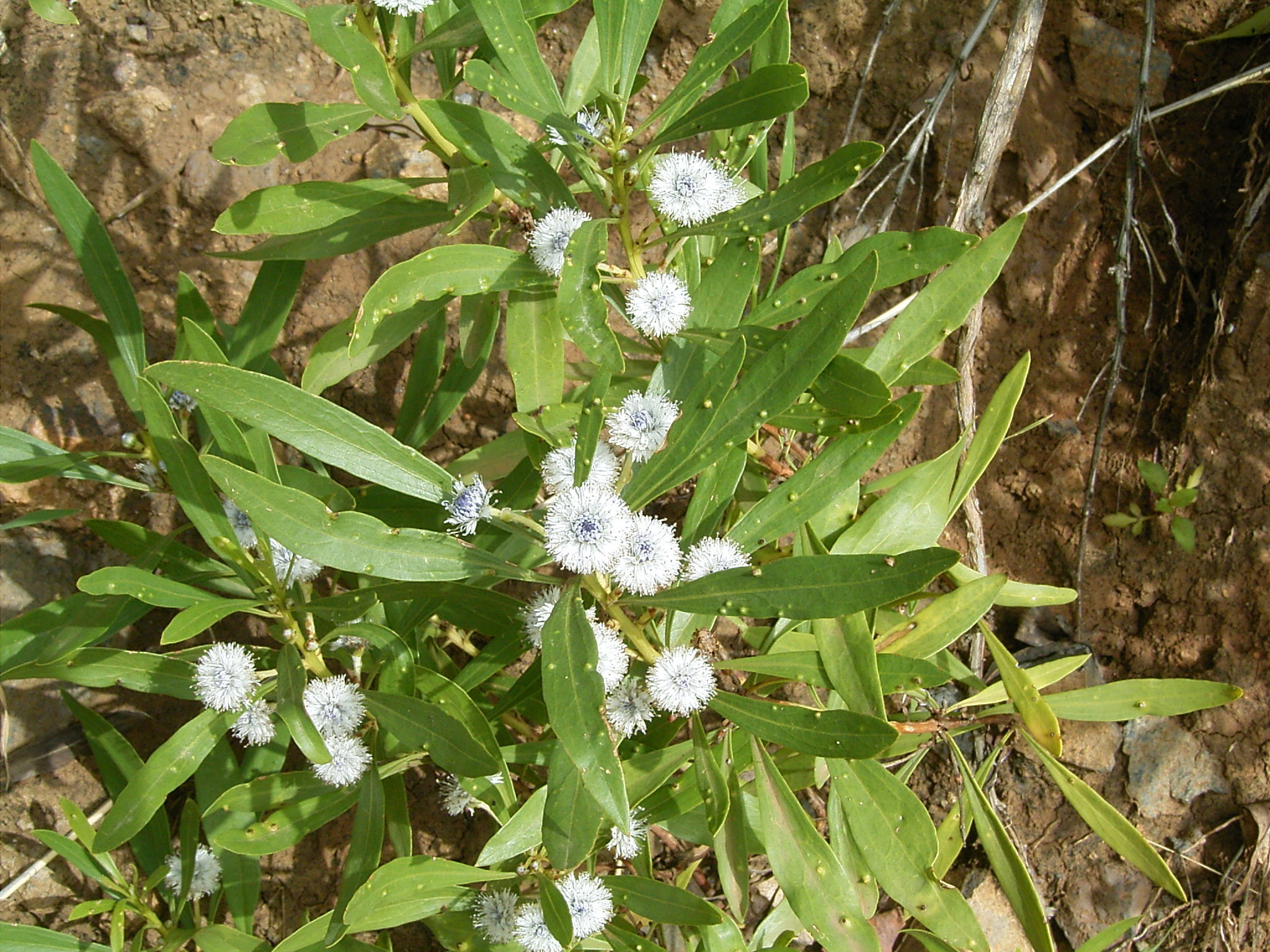
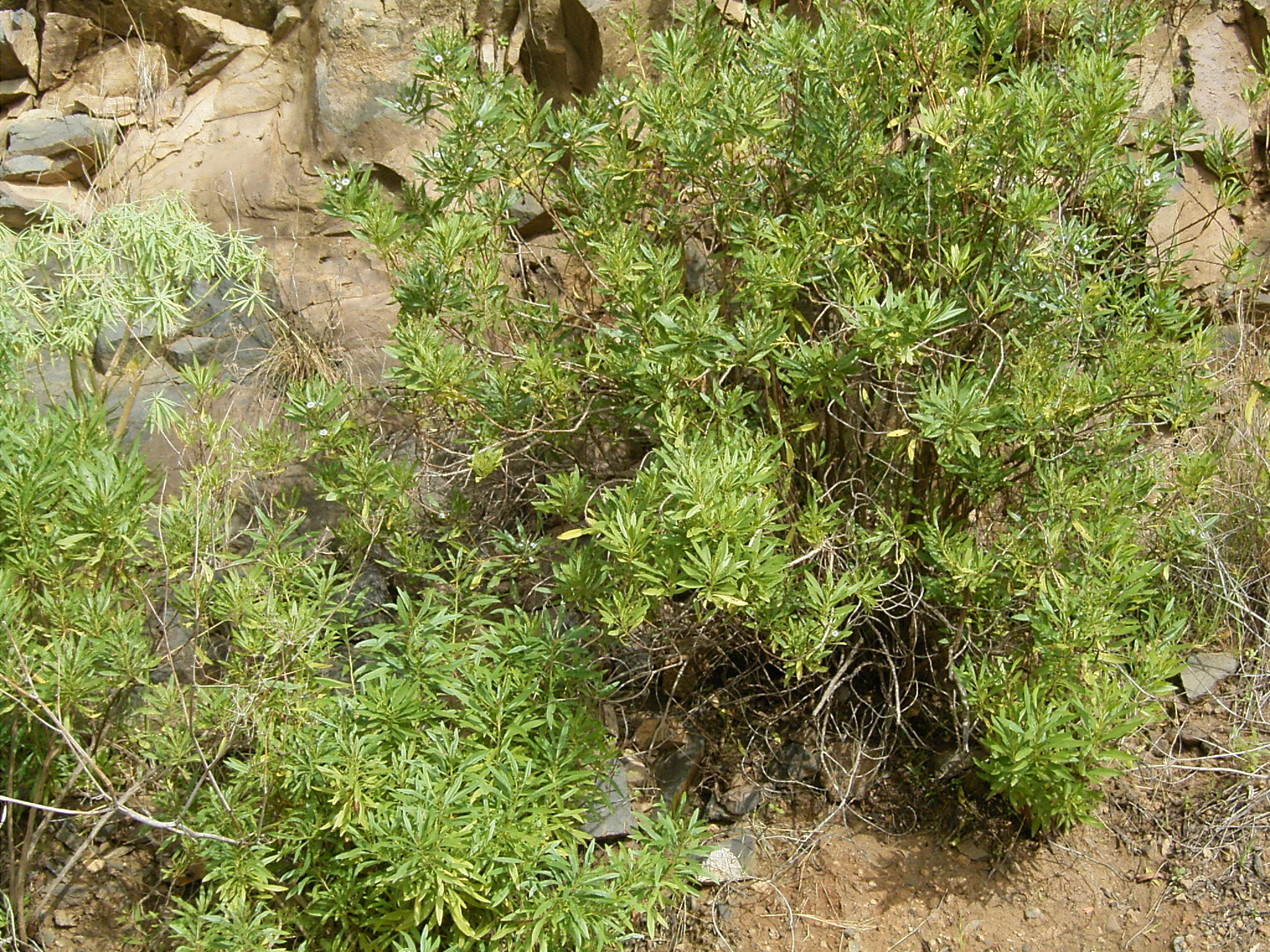